# Campana (Argentina)
Campana és una ciutat argentina situada a la província de Buenos Aires. La ciutat està situada al nord-est de la província i al límit septentrional del Gran Buenos Aires. Així mateix, Campana és la capçalera del partit homònim.
A causa del seu perfil industrial, la ciutat és coneguda com la "Manchester argentina".